# MLBチャイナ・シリーズ
MLBチャイナ・シリーズ (英: MLB China Series) は、2008年の3月15日と16日にスプリングトレーニングの一環として中華人民共和国・北京の五棵松野球場で開催された、メジャーリーグベースボール（MLB）のロサンゼルス・ドジャースとサンディエゴ・パドレスによる国際親善試合（オープン戦）である。

## 概要
2008年1月24日にMLB機構とMLB選手会が北京で会見を行い、3月15日と16日に北京でロサンゼルス・ドジャースとサンディエゴ・パドレスのオープン戦「MLBチャイナシリーズ2008」を開催することを発表した。両チームとも、開催日はアメリカ本土でもオープン戦が組まれており、チームを2つに分けて訪中することになった。
3月15日に第1戦が行われ、ドジャースは朴賛浩が先発して5回を1安打1失点に抑え、郭泓志も2回無失点と好投したが、8回にパドレスがクレイグ・スタンズベリー、エイドリアン・ゴンザレスの連続2塁打で同点に追いつき、試合は3-3の引き分けに終わった。
3月16日に第2戦（最終戦）が行われ、パドレスが6-3で勝利した。

## 試合結果

### 3月15日
試合時間時間分、観衆12,224人　
| ロサンゼルス・ドジャース | 3 - 3 | サンディエゴ・パドレス |

|                          | 1 | 2 | 3 | 4 | 5 | 6 | 7 | 8 | 9 | R | H  | E |
| ------------------------ | - | - | - | - | - | - | - | - | - | - | -- | - |
| ロサンゼルス・ドジャース | 0 | 0 | 1 | 0 | 0 | 1 | 0 | 1 | 0 | 3 | 10 | 2 |
| サンディエゴ・パドレス   | 0 | 0 | 0 | 1 | 0 | 0 | 0 | 2 | 0 | 3 | 5  | 0 |

1. 本塁打
ロ：ロンバード（英語版）

### 3月16日
試合時間時間分、観衆人　
| サンディエゴ・パドレス | 6 - 3 | ロサンゼルス・ドジャース |

|                          | 1 | 2 | 3 | 4 | 5 | 6 | 7 | 8 | 9 | R | H | E |
| ------------------------ | - | - | - | - | - | - | - | - | - | - | - | - |
| サンディエゴ・パドレス   | 0 | 0 | 0 | 2 | 3 | 0 | 1 | 0 | 0 | 6 | 8 | 0 |
| ロサンゼルス・ドジャース | 1 | 0 | 2 | 0 | 0 | 0 | 0 | 0 | 0 | 3 | 8 | 2 |

1. 勝利：ギア（英語版）
2. セーブ：アブラハム
3. 敗戦：スターツ